# Euxootera modestissima
Euxootera modestissima är en fjärilsart som beskrevs av Emilio Berio 1972. Euxootera modestissima ingår i släktet Euxootera och familjen nattflyn. Inga underarter finns listade i Catalogue of Life.